# Rocky Balboa
Robert Balboa, Sr., conosciuto come Rocky Balboa, è un personaggio immaginario e il protagonista della serie cinematografica di Rocky, ideato ed interpretato dall'attore italoamericano Sylvester Stallone.
Rocky è un pugile anonimo di Filadelfia a cui viene concessa un'opportunità unica nella vita: combattere contro il campione del mondo Apollo Creed per il titolo mondiale dei pesi massimi. Grazie al duro allenamento e alla dedizione, riesce a reggere il confronto con il campione per tutte le 15 riprese. Anche se non vince, a lui non importa, avendo dimostrato a se stesso di non essere solamente "un bullo di periferia", perché in fondo il messaggio di Rocky è quello: non bisogna mollare mai, e nessun ostacolo è insormontabile se ci si impegna al massimo.
Nel secondo film Rocky riesce effettivamente a vincere il titolo, sotto la guida del suo allenatore Mickey Goldmill, battendo Apollo nel rematch, e nel terzo deve difenderlo contro il duro sfidante Clubber Lang, grazie all'aiuto del suo ex avversario Apollo dopo la morte di Mickey; nel quarto film Rocky vendica Apollo dopo che questo viene ucciso da Ivan Drago. Nel quinto film Rocky fa i conti con il ritiro forzato dal ring, la perdita dei soldi e la fiducia mal riposta, mentre nel sesto indossa i guantoni per l'ultima volta. Nei due film spin-off (Creed - Nato per combattere e Creed II) diventa un mentore mentre allena il pugile protagonista Adonis Creed, il figlio del defunto Apollo.
Per l'interpretazione di Rocky, Stallone fu candidato all'Oscar al miglior attore e al Golden Globe per il miglior attore in un film drammatico per Rocky, e premiato con il Golden Globe per il miglior attore non protagonista e candidato all'Oscar al miglior attore non protagonista per Creed.

## Biografia del personaggio

### Le origini e la sfida con Apollo
1975-1976: Rocky Balboa è un anonimo pugile italo-americano trentenne di Filadelfia, appassionato di animali e che si mantiene lavorando come esattore per conto di Tony Gasco, un gangster della zona, ma pare non riesca a sfondare nel pugilato a causa del suo scarso impegno. Un giorno però viene scelto per sfidare il campione del mondo Apollo Creed: questi, infatti, insoddisfatto degli avversari che gli vengono proposti, decide di dare ad uno sconosciuto la possibilità di lottare per il titolo in occasione del bicentenario della nascita degli Stati Uniti.
In un incontro che tutti pensano sia solo un'esibizione, Rocky invece vede l'occasione di riscattare la propria insoddisfacente vita e di non essere più "soltanto un bullo di periferia", iniziando così ad allenarsi duramente sotto la guida del burbero Mickey, l'affetto e l'amore di Adriana e il sostegno del suo amico Paulie.
Rocky riesce a resistere con il campione per tutti i quindici round, impresa mai riuscita prima a nessuno, perdendo ai punti, ma guadagnandosi l'affetto degli spettatori e l'amore di Adriana, che gli dichiara per la prima volta i suoi sentimenti.

### La rivincita
1976-1977: Dopo lo storico incontro con Apollo, Rocky, che ha subìto un colpo violento all'occhio, decide di ritirarsi dalla boxe. Si sposa con Adriana, che presto lo renderà padre del piccolo Rocky Jr., e tenta la strada di una vita da normale lavoratore.
"Lo stallone italiano" ha tuttavia la boxe nel sangue ed è soprattutto l'orgoglio ferito di Creed, che ha indetto una violenta campagna denigratoria nei confronti proprio di Rocky per spingerlo a combattere di nuovo con lui, che lo spinge a salire di nuovo sul ring per la rivincita. I pesanti allenamenti "sudore e sangue" e l'impeto di riscattare le delusioni della vita gli daranno il coraggio di resistere di fronte al campione per una battaglia ancora più cruenta.
Così, dopo essersi allenato nuovamente al fianco di Mickey, Rocky affronta Apollo per tutti i quindici round, riuscendo a mettere il campione nuovamente in difficoltà. Alla fine sia Rocky che Creed vanno al tappeto, ma il primo riesce a rialzarsi prima dello scadere del tempo e soprattutto prima di Creed, diventando il nuovo campione del mondo e dedicando la vittoria alla moglie.

### I successi

#### La perdita e la riconquista del titolo
(Rocky Balboa a Clubber Lang in Rocky III)
1981-1982: Il campione del mondo dei pesi massimi Rocky Balboa ha ormai raggiunto il livello più alto della sua carriera e, saziato dalle tante vittorie, dal successo, dai soldi e da una colorita vita da star imborghesita, decide di ritirarsi nuovamente dalla boxe.
Clubber Lang, un giovane e rabbioso pugile di colore, è invece affamato di vittoria come lo era Rocky prima di emergere: per questo lo sfida pubblicamente e, anche complice il momento di appagamento di Rocky, riuscirà a spodestarlo dal vertice mondiale, considerando anche che prima dell'incontro Mickey avvertirà un malore (che gli costerà la vita alla fine del match) e che per questo Rocky non era pienamente concentrato.
Rocky, dopo un primo momento di sconforto, decide di ritornare nella mischia allenato dal suo ex rivale Apollo Creed: dopo un lungo allenamento a Los Angeles, città natale di quest'ultimo, Rocky acquisirà la tecnica di combattimento dell'ex avversario e ritroverà i famosi "occhi della tigre" che lo riporteranno alla vittoria.
Dopo la vittoria di Rocky su Clubber Lang, Apollo, ormai soddisfatto di avere allenato bene Rocky (anche se rivela di non avergli insegnato ancora tutto) accetta un incontro con quest'ultimo che avviene in segreto, a porte chiuse; l'esito dell'incontro verrà rivelato in Creed - Nato per combattere dove Rocky rivela a Adonis Creed (figlio di Apollo Creed) che il vincitore fu Apollo.

#### La sfida in Russia
1984-1985: Rocky, dopo essersi ripreso il titolo mondiale, ha abbandonato i combattimenti da tre anni lasciando il mondo del pugilato per dedicarsi esclusivamente alla famiglia.
La pace viene tuttavia interrotta dall'arrivo dall'Unione Sovietica del "pugile perfetto", il gigante Ivan Drago, che lancia una sfida all'America. Apollo, anch'egli ritirato da ormai cinque anni, per dimostrare a sé stesso di sentirsi ancora vivo decide di sfidare il russo: Rocky tenta di dissuaderlo, ma per l'ex-campione non c'è altra scelta. Rocky capisce quello che Apollo sta provando e accetta di fargli da secondo nel match.
Nonostante in apparenza si tratti di una semplice esibizione, Apollo si rende conto che in palio c'è la supremazia sportiva, una sorta di piccola guerra fredda, ma con pochi e devastanti colpi il temibile Drago lo uccide alla seconda ripresa, dopo che Apollo aveva ordinato a Rocky di non gettare la spugna.
Rocky, affranto dal dolore e dalla rabbia, decide di affrontare Drago, ma per farlo dovrà andare ad allenarsi in Russia e senza essere pagato. Con sudore, freddo, fatica, forza di volontà e i suoi temibili occhi della tigre, "lo stallone italiano" finisce il suo duro allenamento e la notte di Natale, alla fine dell'ultimo round, riesce a battere Drago, per poi pronunciare un discorso che invita alla distensione tra le due superpotenze mondiali.

### Il ritiro
1986-1991: Dopo aver vinto in Russia contro Ivan Drago, Rocky rientra in patria osannato dai suoi fan ma in breve sarà costretto a dire definitivamente addio alla boxe professionistica perché durante l'ultimo scontro ha subìto dei danni cerebrali irreversibili.
Come se non bastasse, i suoi beni sono stati dilapidati a causa di investimenti azzardati da parte di un disonesto commercialista e così Rocky e famiglia sono costretti a tornare nel quartiere in cui viveva quando era sconosciuto.
Un giovane promettente pugile, Tommy Gunn, gli chiede di fargli da manager e Rocky ne è entusiasta, vedendo in lui sé stesso da giovane, ma dopo un po' di tempo sarà costretto a fare i conti con l'ingratitudine e con la sete di successo del suo allievo, che infatti è entrato a far parte della "scuderia" del disonesto ma potentissimo manager George Washington Duke.
Col passare del tempo, i rapporti col figlio si inaspriscono dal momento che questo si sente trascurato dal padre. I due si riconcilieranno quando Rocky capirà che non deve nulla a Tommy, bensì alla sua famiglia e che se vuole aiutare qualcuno a emergere nella vita, quello è proprio suo figlio.
Dopo aver vinto il titolo, Tommy, adirato per essere visto sempre all'ombra di Rocky, lo sfida per strada; lo stallone italiano, nonostante un primo momento di difficoltà, si ricorda delle parole di Mickey e riesce a vincere contro il suo ex allievo e dimostrare al mondo chi è il vero campione.

### L'ultimo incontro

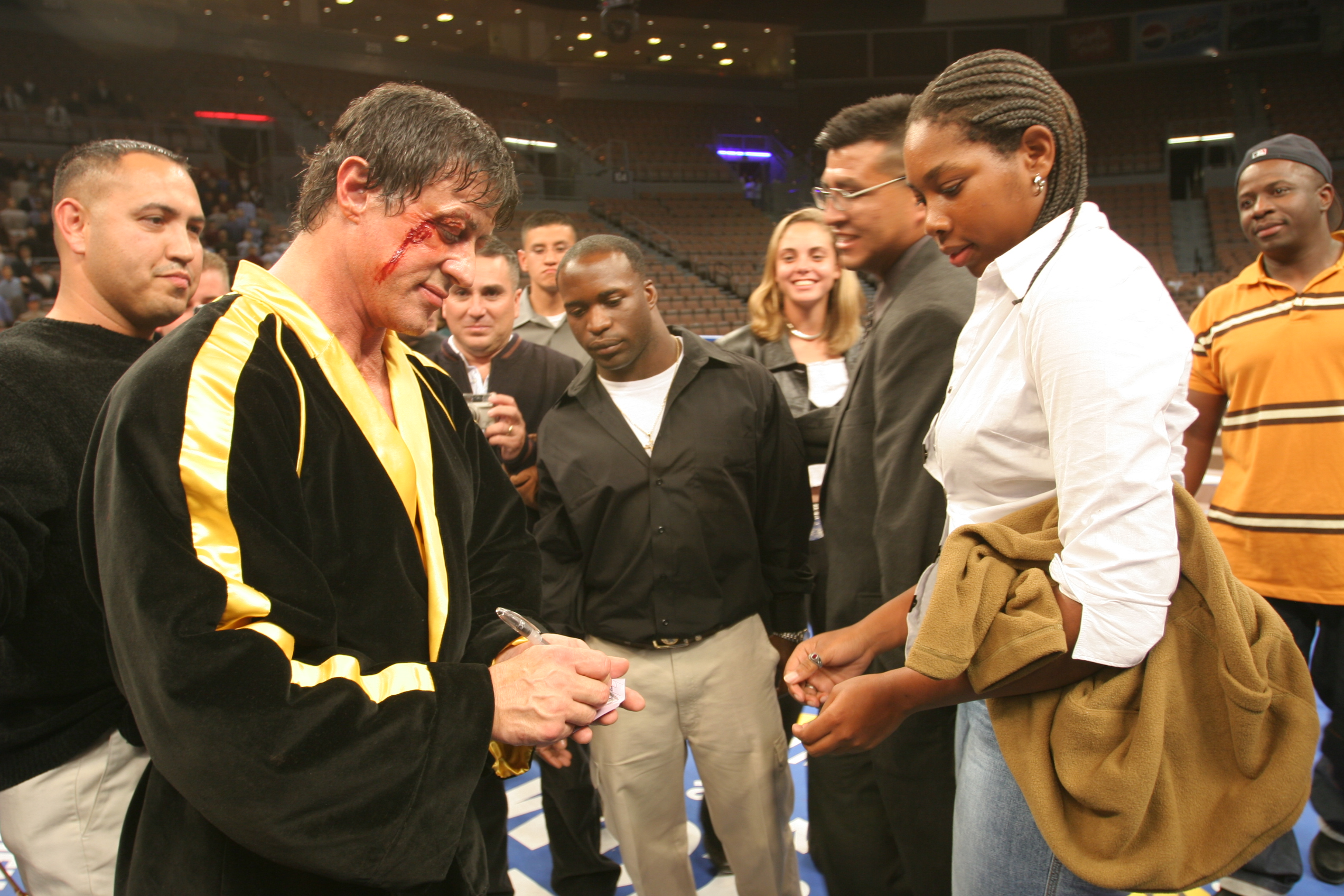
Sylvester Stallone nei panni di Rocky Balboa mentre firma degli autografi.

2005-2006: Rocky ha ormai cinquantanove anni e gestisce un ristorante: è diventato vedovo per la morte di Adriana, ha un rapporto conflittuale con il figlio e vive nell'ombra di quello che è stato.
Un giorno viene proposta in TV una simulazione al computer: una sfida virtuale fra l'attuale campione mondiale dei pesi massimi Mason "The Line" Dixon e Rocky Balboa. L'esito della simulazione dà per vincente Rocky.
Il campione del mondo Dixon, nonostante vinca tutti gli incontri, non gode di una grande simpatia da parte dei fan perché spesso vince in un solo round e offre uno scarso spettacolo agli appassionati. Così, facendo leva sul successo televisivo di questa simulazione e venuti a conoscenza che Rocky Balboa ha dichiarato pubblicamente di voler tornare a combattere (sia pure in incontri di modesto livello), gli agenti di Dixon tentano allora di convincerlo a tornare sul ring contro il campione per un match di esibizione. Dopo aver ottenuto dalla commissione medica pugilistica americana l'idoneità fisica per combattere, Rocky accetta la sfida di Dixon.
Dopo essersi allenato sotto la guida di Duke, Rocky affronta Dixon riuscendo a dimostrare nuovamente il suo valore (perde di pochissimo ai punti e resistendo fino all'ultima ripresa).
Rocky dà quindi un'ulteriore prova tangibile di essere ancora l'inossidabile e coraggioso campione che tutti ricordano e, dopo aver ricevuto una meritata e commovente ovazione da parte del pubblico in delirio, si reca alla tomba di Adriana per ringraziarla di tutto.

### Il passaggio di consegne
Rocky, ormai quasi settantenne, dopo la morte di Paulie e il trasferimento del figlio è rimasto da solo nella sua Filadelfia, dove conduce un'esistenza serena come ristoratore. Una nuova scossa nella sua vita la porterà il giovane Adonis Johnson, figlio illegittimo del suo grande rivale e amico Apollo Creed, che gli chiederà di allenarlo per seguire anch'egli una carriera nel pugilato. Rocky, inizialmente titubante, accetterà l'ennesima sfida e instaurerà col giovane un profondo rapporto. Il tutto, purtroppo, sarà complicato da un nuovo terribile avversario per lo stanco campione: il cancro. Inizialmente riluttante a farsi curare, viste le terribili sofferenze patite inutilmente da Adriana durante la chemioterapia, Adonis lo convincerà a combattere l'ultima battaglia della sua vita, al contempo continuando ad allenarlo, in vista del suo scontro valevole per il titolo mondiale contro Ricky Conlan. Alla fine del film si vedrà un Rocky fortemente debilitato, ma sulla via della guarigione, salire a fatica le scale del Philadelphia Museum of Art con l'aiuto del suo allievo, ormai entrambi in pace con loro stessi.
Rocky, sebbene inizialmente titubante all'idea, allena per la seconda volta Adonis per un incontro con il campione Viktor Drago, figlio di Ivan Drago (il quale si è recato a Filadelfia proprio nel ristorante di Rocky rivelandogli che dopo tanti anni dalla sua sconfitta nel famoso incontro di boxe del 1985 in Russia, da allora nessuno faceva più il nome di Ivan Drago avendo però uno spiraglio sul figlio Viktor, cercando di riscattarsi dalla sconfitta subita tempo prima); dopo la vittoria di Adonis su Victor nel ring, Ivan conforta il figlio Viktor dicendogli che va bene così, continuando serenamente ad allenare il figlio, mentre Rocky trova il coraggio dopo anni di andare a trovare il figlio Robert per conoscere il nipote Logan.

## Caratterizzazione

### Carriera e caratteristiche tecniche
- Categoria: Pesi massimi
- Peso forma: 191-217 libbre (86-98 kg)
- Periodo di attività professionistica: 1976-1986
- Palmarès: Titolo mondiale WBC (25 novembre 1976 - 15 agosto 1981[2]; 7 giugno 1982 - (3 gennaio 1986) [3])
- Record:
  - Incontri disputati - vittorie (k.o.) - sconfitte (k.o.) pareggi
  - Professionistico: 16 - 13 (13) - 3 (1) - 0

Il record da dilettante viene annunciato dai cronisti il 1º gennaio 1976, durante la presentazione del pugile prima dell'esordio da professionista: 64 incontri, 44 vinti (38 dei quali prima del limite) e 20 persi.
La seguente tabella indica solo gli incontri presenti nella serie.
| Esito     | Avversario      | Causa                 | Ripresa | Luogo                   | Data       | Note                                |
| --------- | --------------- | --------------------- | ------- | ----------------------- | ---------- | ----------------------------------- |
| Sconfitta | Mason Dixon     | Decisione non unanime | 10 (10) | Las Vegas Stati Uniti   | 22-2-2006  | Incontro di esibizione              |
| Vittoria  | Ivan Drago      | KO                    | 15 (15) | Mosca Unione Sovietica  | 25-12-1985 | Incontro di esibizione              |
| Vittoria  | Clubber Lang    | KO                    | 3 (15)  | New York Stati Uniti    | 7-6-1982   | Riconquista del titolo mondiale WBC |
| Sconfitta | Clubber Lang    | KO                    | 2 (15)  | New York Stati Uniti    | 15-8-1981  | Perdita del titolo mondiale WBC     |
| Vittoria  | Philp Hammerman | KO                    | 3 (15)  | Roma Italia             | 29-4-1981  | Difesa del titolo                   |
| Vittoria  | Matt Delarue    | KO                    | 5 (15)  | Las Vegas Stati Uniti   | 7-11-1980  | Difesa del titolo                   |
| Vittoria  | Joe Green       | KO                    | 2 (15)  | Tokyo Giappone          | 17-6-1980  | Difesa del titolo                   |
| Vittoria  | Flip Folsom     | KO                    | 2 (15)  | Milwaukee Stati Uniti   | 24-10-1979 | Difesa del titolo                   |
| Vittoria  | Dave Fossam     | KO                    | 2 (15)  | Long Island Stati Uniti | 9-2-1979   | Difesa del titolo                   |
| Vittoria  | Bobby Jalali    | KO                    | 3 (15)  | Londra Inghilterra      | 3-10-1978  | Difesa del titolo                   |
| Vittoria  | Vito Soto       | KO                    | 10 (15) | Monte Carlo Monaco      | 16-2-1978  | Difesa del titolo                   |
| Vittoria  | Big Yank Ball   | KO                    | 6 (15)  | Las Vegas Stati Uniti   | 13-11-1977 | Difesa del titolo                   |
| Vittoria  | Joe Czak        | KO                    | 2 (15)  | New York Stati Uniti    | 1-8-1977   | Difesa del titolo                   |
| Vittoria  | Trevor Faus     | KO                    | 1 (15)  | Filadelfia Stati Uniti  | 6-4-1977   | Difesa del titolo                   |
| Vittoria  | Apollo Creed    | KO                    | 15 (15) | Filadelfia Stati Uniti  | 25-11-1976 | Conquista del titolo mondiale WBC   |
| Sconfitta | Apollo Creed    | Decisione unanime     | 15 (15) | Filadelfia Stati Uniti  | 1-1-1976   | Campionato mondiale WBC             |
| Vittoria  | Spider Rico     | KO                    | 2 (8)   | Filadelfia Stati Uniti  | 25-11-1975 | Ultimo incontro da dilettante       |

### Allenamenti e stile di combattimento
Lo stile di combattimento di Rocky è molto simile a quello di Rocky Marciano, che lo stesso Balboa cita come modello di riferimento: tiene infatti la testa bassa per diminuire l'allungo dell'avversario e facendo affidamento sulle sue ottime doti da incassatore riesce a resistere ai colpi dell'avversario sfruttando poi la stanchezza di quest'ultimo. Possiede inoltre un'altra caratteristica notevole: è mancino, cosa che, come rivela ad Adriana, gli consente di spiazzare l'avversario e di sbilanciarlo. Per sviluppare la necessaria resistenza aerobica Rocky deve correre tutte le mattine da casa sua fino alla cima della scalinata del museo d'arte di Filadelfia, mentre in palestra, oltre agli esercizi tecnici al sacco e alla pera, esegue soprattutto un lavoro di potenziamento muscolare.
Nel primo film, Rocky è un dilettante che rientra nella categoria dei pesi massimi (pesa infatti 200 libbre, cioè 91 kg); già nel suo primo combattimento contro l'ispanico Spider Rico lo si vede mostrare le sue caratteristiche: vince infatti al secondo round dopo aver resistito agli attacchi dell'avversario e dopo averlo tempestato di colpi dopo che questi lo aveva colpito irregolarmente con una testata. La sua proverbiale resistenza gli consentirà di combattere per tutte le quindici riprese contro il campione in carica Apollo Creed, impresa mai riuscita a nessuno prima.
Prima del secondo combattimento con Creed in Rocky II, Mickey insegna al suo allievo a difendersi come un "guardia destra" legandogli il braccio sinistro al corpo con una corda e facendogli colpire il sacco solo con il braccio secondario in modo da spiazzare il campione. Vista la scarsa attitudine alla velocità del suo allievo, Mickey allena Rocky a muoversi velocemente sul ring per schivare i colpi dell'avversario, tenerlo a distanza e lanciarglisi addosso quando possibile facendogli acchiappare una gallina in un recinto; per fargli acquistare l'equilibrio necessario a stare ben saldo con le gambe e col busto e rendere più pericolosi i colpi, inoltre, Mickey fa colpire il sacco a Rocky legandogli le caviglie con una cordicella.
In Rocky III, Rocky verrà allenato dall'ex rivale Apollo, che gli impartirà un metodo del tutto nuovo basato sulla rapidità e sul ritmo: Apollo fa allenare Rocky in piscina per fargli sviluppare i muscoli di spinta e in spiaggia, dove corre i cento metri in velocità per renderlo più agile, sciolto ed esplosivo; in palestra lo fa allenare con un punch-ball abituandolo a colpire con il diretto (mentre Rocky era abituato ad attaccare soltanto con il gancio e i montanti) e con una serie di jab in sequenza, impartendogli inoltre un ritmo che gli permette di muoversi saltellando sulle punte dei piedi, di colpire e spostarsi rapidamente e di tenere a distanza l'avversario. Questo allenamento lo snellirà tantissimo e gli farà perdere almeno quattro kg, infatti passa da un peso forma di 199,5 libbre a 191 nel giro di pochi mesi.

## Concezione e sviluppo
Il personaggio di Rocky fu creato da Stallone in un periodo in cui l'attore era praticamente sconosciuto e cercava di risollevarsi da una situazione economica non rosea.
Il 24 marzo 1975, dopo aver assistito all'incontro di boxe tra il campione del mondo in carica Muhammad Ali e un pugile semisconosciuto, Chuck Wepner, Stallone trovò l'ispirazione e in tre giorni scrisse una prima stesura del film e creò il personaggio di Rocky, la cui storia si ispira a Wepner.
Come Rocky nel suo primo incontro con Apollo, Wepner riesce a mettere in difficoltà il campione del mondo più volte (addirittura riesce a metterlo al tappeto durante la nona ripresa) per poi resistere fino all'ultima.
Anche se lo spunto per la creazione del personaggio fu l'incontro di boxe tra Muhammad Ali e Wepner, l'ispirazione per il soprannome, l'iconografia e lo stile di combattimento del protagonista fu, invece, il pugile Rocky Marciano.

## Accoglienza
Nel corso del 2003 l'American Film Institute (AFI) inserì il personaggio di Rocky Balboa al 7º posto della classifica dei più grandi eroi di tutti i tempi. Rocky, inoltre, si classificò al 34º tra i "100 grandi personaggi del cinema" sulla rivista Empire, mentre al 64° sulla rivista Premiere tra i "100 personaggi del cinema di tutti i tempi".
Nel 1982, durante la fase di pre-produzione della terza pellicola dedicata al pugile italo-americano Rocky Balboa, Stallone fece creare apposta, dallo scultore Thomas Schomberg, una statua di bronzo, raffigurante il campione con le braccia alzate al cielo. L'opera, alta 2 metri e 60 centimetri, fu collocata in cima ai famosi scalini del Philadelphia Museum of Art, uno dei musei più grandi e famosi degli Stati Uniti e scenografia storica dei precedenti Rocky. Una volta terminate le riprese, Stallone decise di donare l'opera alla città di Filadelfia, che in fondo aveva adottato il suo personaggio. Il sindaco della città decise di lasciarla davanti all'ingresso, ma poi, dopo le proteste dei critici d'arte, che ritennero la statua non un'opera d'arte, ma un semplice elemento scenografico, si optò per trasferirla davanti allo Spectrum, arena del basket di Filadelfia.
Nel 1990, la statua di bronzo venne ricollocata in cima ai 72 scalini del Museum of Art per le riprese di Rocky V, per poi essere trasferita ancora una volta allo Spectrum. Finita in seguito in un magazzino, nel 2006, in occasione del trentesimo anniversario del primo Rocky, con la conseguente votazione da parte della Commissione Artistica della città, la statua venne collocata, per via definitiva, ai piedi delle famose scalinate del museo.
Nel 2011, Sylvester Stallone entrò a far parte della International Boxing Hall of Fame senza essere un vero pugile, ma solo fittizio, tramite il personaggio di Rocky Balboa; avvenimento unico nella storia del pugilato. La cerimonia, dove fu presente a ricevere lo stesso riconoscimento anche l'ex pugile campione del mondo dei pesi massimi, Mike Tyson, si tenne il 12 giugno 2011.
Il 3 dicembre 2023 è stato celebrato il primo "Rocky Day" istituito dalla città di Filadelfia per celebrare l'iconico personaggio.

### Influenza culturale
Nel 2007 una statua di Rocky venne realizzata dall'artista croato Boris Staparac ed installata a Žitište, in Serbia. Per l'occasione venne anche realizzato il film documentario Amerika Idol dal regista canadese Barry Avrich. Questa statua, nel 2011, fu inclusa dalla guida Lonely Planet nella sua lista dei "10 monumenti più bizzarri della Terra".
Nel 2021 il gruppo musicale finlandese Blind Channel pubblicò il singolo Balboa, apertamente ispirato all'omonimo personaggio.
Ogni anno la rivista online di informazione e critica cinematografica I 400 Calci assegna i "Premi Sylvester". Il premio raffigura in scala ridotta la statua di Rocky Balboa creata dallo scultore Thomas Schomberg per il film Rocky III.